# Rufus Wilmot Griswold

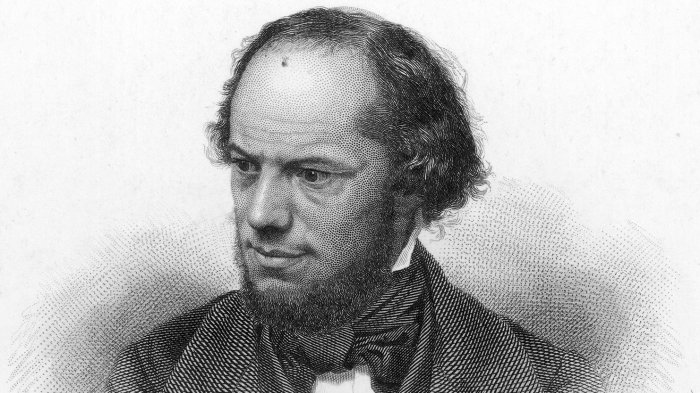
Rufus Wilmot Griswold

Rufus Wilmot Griswold (* 13. Februar 1815 in Benson (Vermont), Vereinigte Staaten; † 27. August 1857 in New York City) war ein US-amerikanischer Verleger, Literaturkritiker und Schriftsteller.
Sein Werk The Poets and Poetry of America von 1842 war die größte literarische Anthologie seiner Zeit. Er löste Edgar Allan Poe als Herausgeber des Graham's Magazine ab.

## Postumer Rufmord an Edgar Allan Poe

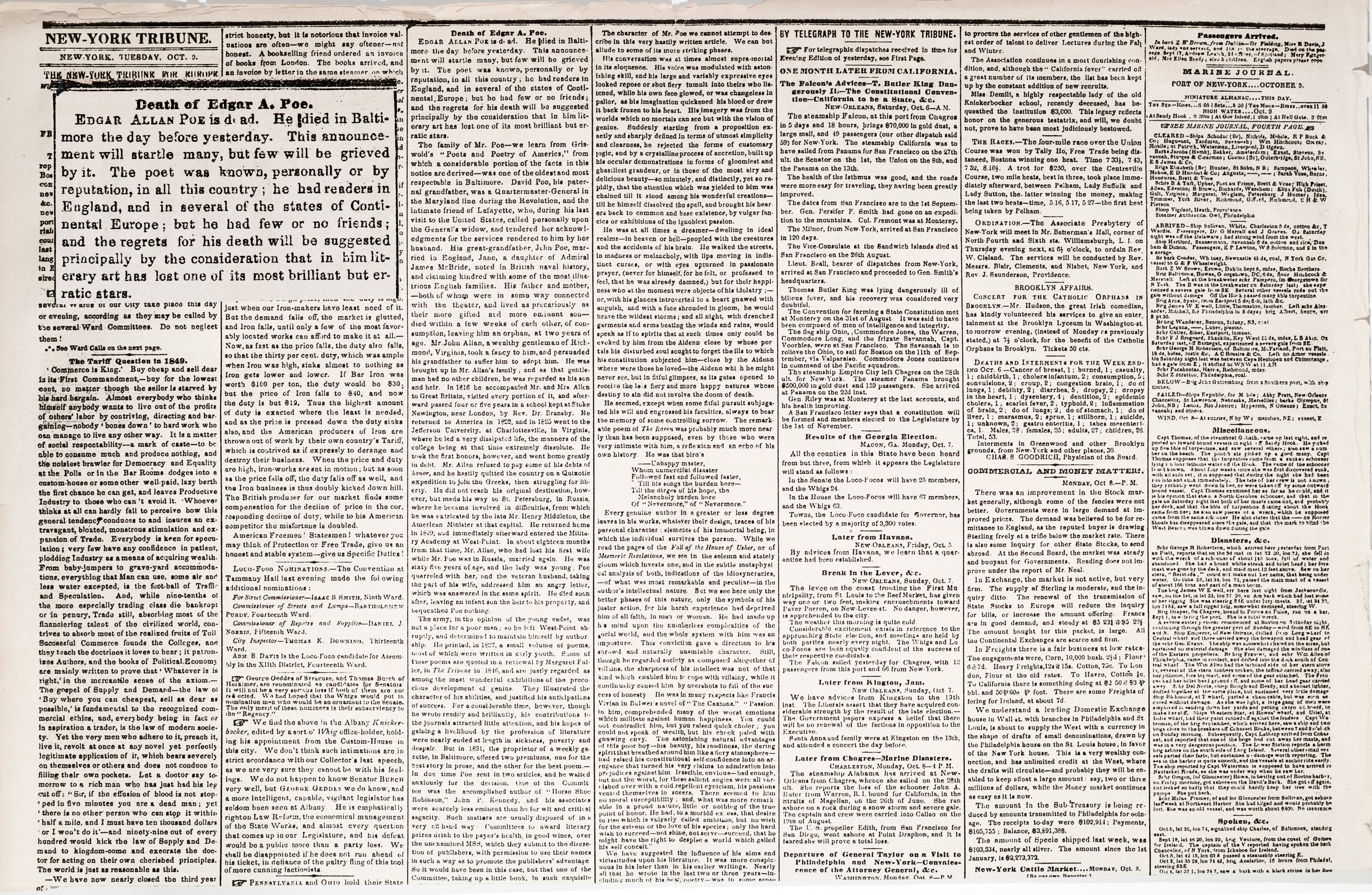
Der von Griswold unter dem Pseudonym Ludwig verfasste Nachruf Death of Edgar A. Poe, erschienen am 9. Oktober 1849 in der New York Daily Tribune
(3. und 4. Spalte von links, Volltext).

Der Nachwelt ist Griswold, eine der unsympathischsten Figuren der gesamten Literaturgeschichte, vor allem durch die in der amerikanischen Literaturgeschichte skrupelloseste postume Rufmord-Kampagne gegen Edgar Allan Poe bekannt. Griswold und Poe waren zunächst freundschaftlich als Schriftsteller und Literaturinteressierte miteinander bekannt gewesen Poe selbst hatte Griswold zu seinem literarischen Nachlass-Verwalter bestimmt.
Poe hatte als Redakteur der Literaturzeitschrift Graham's Magazine gearbeitet. Nachdem er diese Arbeit aber aus familiären Gründen, er wollte sich um seine todkranke Frau kümmern, verloren hatte, übernahm Griswold diese Position – und erhielt für dieselbe Arbeit ein höheres Gehalt. Daraus ergaben sich Spannungen, die zu persönlicher Rivalität wurden. Griswold hatte 1842 sein wichtigstes Werk The Poets and Poetry of America herausgebracht. Als eine anonyme, satirisch-negative Rezension des Werkes im Saturday Museum veröffentlicht wurde, nahm Griswold an, diese stamme von Poe. Daraus erwuchs seitens Griswold eine Feindschaft, die weit über Poes Tod hinaus andauerte und die u. a. dazu führte, dass Griswold nicht nur den nachhaltig rufschädigenden Nachruf verfasste, sondern später auch teilweise Inhalte privater Briefe Poes verfälschte. Bedenken in diese Richtung waren bereits von den Poe-Biografen John H. Ingram (1874) sowie William Fearing Gill und Eugene LeMoine Didier (beide 1877) geäußert worden. Eine weitere Quelle von Feindseligkeiten zwischen den beiden Männern war ihr rivalisierender Wettstreit um die Gunst der Dichterin Frances Sargent Osgood, der bis gegen Ende der 1840er Jahre anhielt. Poe und Osgood waren beide jeweils anderweitig verheiratet und tauschten miteinander Gedichte aus, doch auch Griswold war in Osgood verliebt und begleitete sie in literarische Salons.
Zwei Tage nach Poes Tod veröffentlichte Griswold unter dem falschen Namen „Ludwig“ einen langen, äußerst negativen Nachruf auf Poe, dessen Übersetzung wie folgt beginnt: EDGAR ALLAN POE ist tot. Er starb vorgestern in Baltimore. Diese Bekanntmachung wird viele überraschen, aber nur wenige werden darüber traurig sein […] Er hatte Leser in England und in mehreren anderen Staaten Kontinentaleuropas; aber er hatte wenige oder keine Freunde […]. Der Nachruf erschien in der New York Daily Tribune und enthält eine Vielzahl wahrheitswidriger Behauptungen, so, Poe sei von der University of Virginia verwiesen worden, aus der US Army desertiert, drogensüchtig gewesen und schließlich, dass Poe jegliche moralische Empfindsamkeit fehle ([Poe] had no moral susceptibility). Die Charakterisierungen Poes sind zum großen Teil fast wörtlich aus dem Roman The Caxtons von Edward Bulwer-Lytton kopiert, in dem die fiktive Figur Francis Vivian beschrieben wird.
Griswolds Nachruf wurde von zahlreichen amerikanischen Zeitungen nachgedruckt. Seine weitere, systematische Verdrehung von Tatsachen bestimmte, trotz Griswolds Tod im Jahre 1857, die Rezeption von Poes Person und Werk vor allem in den USA bis in das 20. Jahrhundert hinein.